# Holothuria princeps
Holothuria princeps är en sjögurkeart som beskrevs av Emil Selenka 1867. Holothuria princeps ingår i släktet Holothuria och familjen Holothuriidae. Inga underarter finns listade i Catalogue of Life.